# Schuttersgilde Eendracht Maakt Macht

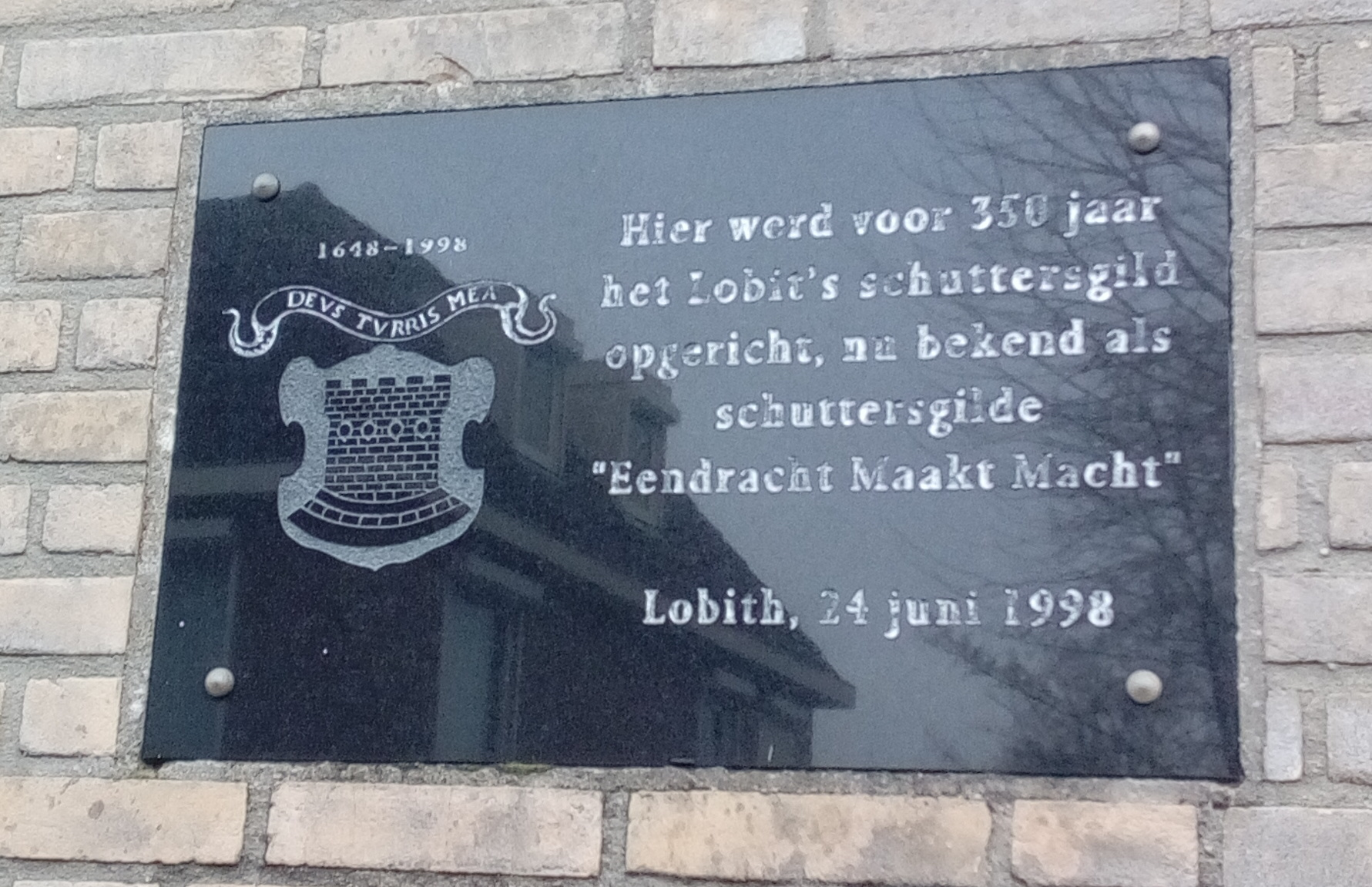
Plaquette Schuttersgilde 1648-1998

Schuttersgilde Eendracht Maakt Macht (EMM) is een schutterij in Lobith en Tolkamer. De vereniging draagt deze naam sinds 1850 en is de voortzetting van het schuttersgilde dat in 1648 op het Tolhuis te Lobith werd opgericht. Mannelijke ingezetenen van Lobith en Tolkamer van onbesproken gedrag, die zestien jaar oud zijn tijdens de jaarlijkse kermisviering, kunnen lid worden van de vereniging. Niet-ingezetenen kunnen toestemming krijgen om buitengewoon lid te worden.

## Geschiedenis
Op 24 juni 1648, op de feestdag van Johannes de Doper, in het jaar van de Vrede van Münster, werd op het Tolhuis in Lobith met toestemming van Frederik Willem I, keurvorst van Brandenburg een schutterij opgericht. Als tegenprestatie moest de schutterij de vorst bijstaan in conflicten. De protestantse bestuursambtenaren van de keurvorst deelden op het Tolhuis de lakens uit, in een streek waar de bewoners nagenoeg geheel rooms-katholiek waren. In die kleine bestuurlijke kring moeten we de oprichters en bestuurders van de schutterij in 1648 zoeken. Dit kwam doordat de jurisdictie over de regio rondom het Tolhuis sinds 1609 door erfopvolging aan de keurvorst van Brandenburg kwam, die zich had bekeerd tot de gereformeerde religie.
Jaarlijks werd er op 24 juni met een geweer geschoten op een houten vogel. Wie de vogel van de paal schoot was koning en kreeg een zilveren beker of een nieuwe hoed. De koning moest twee vaten Moll (bier) schenken aan de schutterij en een zilveren schild voor de koningsketen. De eerste koning van het gilde was Johannis Mot(z)feldt. Hij was 'richter en tolontvanger' en het geslacht Motzfeldt stond in hoog aanzien aan het Brandenburgse hof (nabij het huidige Berlijn). De eerste koningen van het gilde hadden twee dingen gemeen: ze behoorden tot de gereformeerde religie, waren vaak kerkrentmeester van de gereformeerde gemeente in Lobith en oefenden namens de keurvorst de bestuurlijke functies uit van rechter en tolheffer.
Opmerkelijk is dat ze soms ook dijkgraaf waren van Herwen en Aerdt, twee buurtschappen (dorpen) die in die tijd juridisch tot het Hertogdom Gelre behoorden en dus tot de Republiek der Zeven Verenigde Nederlanden.
in 1778 worden de Lobithse schutters door de keurvorst opgetrommeld om mee te vechten in de Beierse Successieoorlog. Aan de deelname aan deze zogenaamde Aardappeloorlog (spottend zo genoemd omdat er uiteindelijk niet gevochten werd en de soldaten vooral bezig waren met voedsel zoeken), getuigt het zilveren schildje van schutterskoning Frans Jacob van den Bergh: "Im memoriam Belli Compacti Teschen Den 13 May Sciopteraii Lobithenses Lodos Commiserunt Den 26 Juli Anno 1779" (Ter herinnering aan de gesloten Vrede van Teschen op 13 mei hebben de Lobithse schutters hun spelen gehouden op den 26 juli 1779), verwijzend naar het Verdrag van Teschen dat op diplomatieke wijze een einde maakte aan de successieoorlog tussen Pruisen en Oostenrijk.
Aan het einde van de 18e eeuw heeft de schutterij een aantal jaren niet gefunctioneerd.

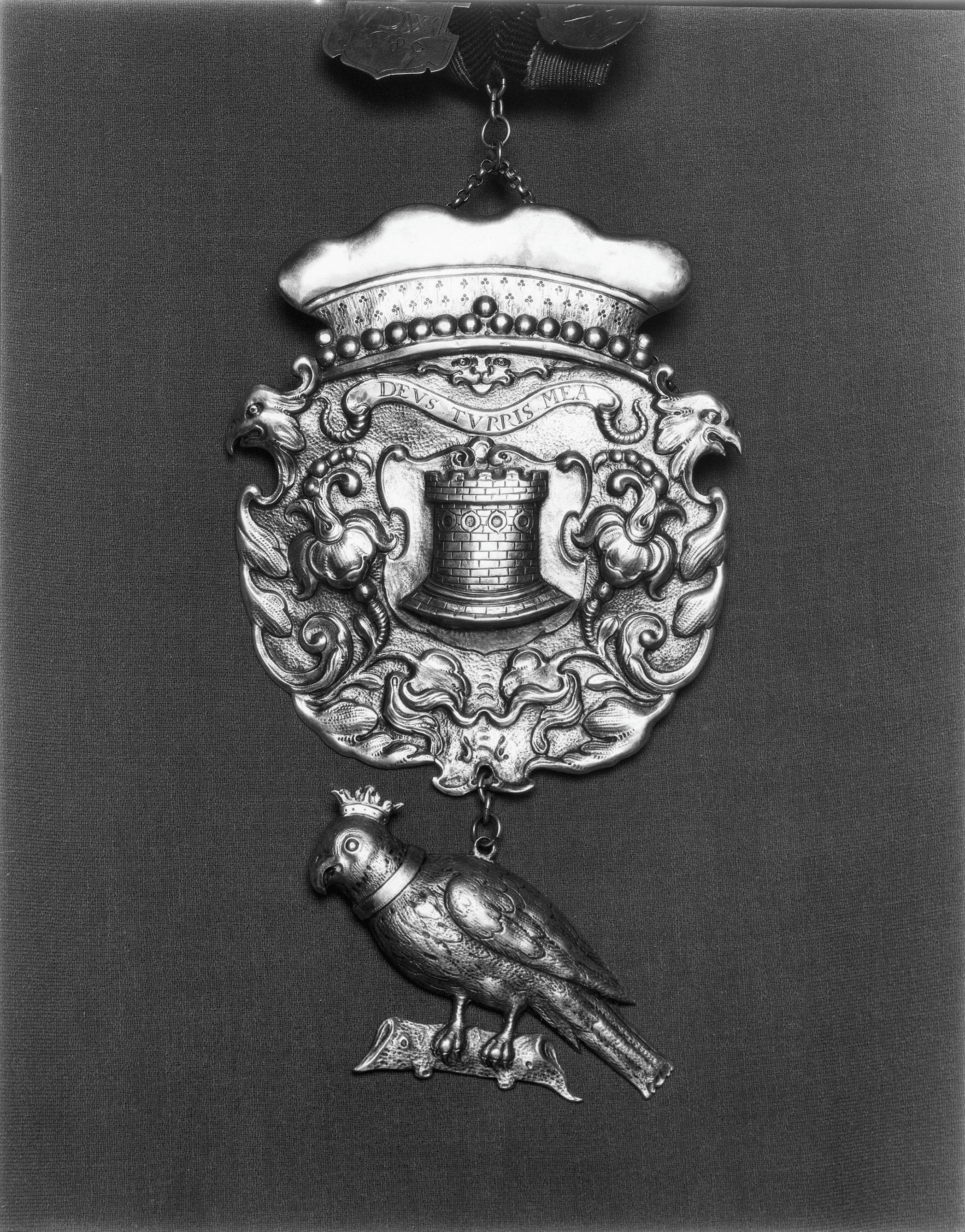
Borststuk van Schuttersgilde Eendracht Maakt Macht

## Gilde-attributen
Het koningszilver, de eretekens van de koningen van het gilde, bestaat uit twee delen: de oude en de nieuwe keten. De koning draagt beide ketens tijdens de jaarlijkse sacramentsprocessie en tijdens de inhuldigingen gedurende de jaarlijkse kermisdagen, die beginnen op de zaterdag na Hemelvaart. Buiten de ceremoniedagen worden de ketens bewaard bij Stichting Liemerse Musea. Alle kostbaarheden van het gilde zijn sinds 1954 ondergebracht (in bewaring gegeven) bij de Stichting Gilde-attributen, die er zorg voor zal dragen bij eventuele ontbinding van de vereniging. Naast het koningszilver zijn dit onder andere vaandels, medailles en herinneringsborden.
De oude keten bevat het oudst bewaard gebleven zilveren koningsschildje, dat evenals het traditionele borststuk dateert uit 1648. Het reliëf op het borststuk toont een toren met kantelen en vier schietgaten, waarboven een lint met de wapenspreuk Deus turris mea (God is mijn toren). De toren stelt de grote ronde toren van het Tolhuis voor; deze donjon is het wapen van de vereniging en is ook afgebeeld op het gemeentewapen van Rijnwaarden. Het borststuk hangt aan een 17e-eeuwse handgeweven band met dertig medailles en is mogelijk een geschenk van keurvorst Frederik Willem I, die destijds vanuit Brandenburg het gezag uitoefende over het Tolhuis.
De nieuwe keten is een zwart fluwelen kazuifel waaraan anno 2014 107 zilveren medailles bevestigd zijn. Jaarlijks schenkt de koning een medaille aan de vereniging, die deze aan de kazuifel toevoegt.